# Посланици у Европском парламенту из Хрватске
Посланици у Европском парламенту из Хрватске представљају изабране представнике из Републике Хрватске у Европском парламенту. 
Хрватска тренутно има 12 посланика посматрача у Парламенту. Посматрачи из Хрватске учествују у раду Парламента те имају право говорити на састанцима одбора и политичких група. Међутим, немају право гласања ни кандидатуре за дужности у Европском парламенту. Након потписивања Уговора о приступању Републике Хрватске Европској унији, 9. децембра 2011. године, Хрватски сабор је 16. марта 2012. године донео Одлуку о именовању заступника посматрача Хрватскога сабора у Европски парламент. Складу са Уговором о приступању и сразмерно уделу у саставу 7. сазива Сабора из редова посланика Хрватског сабора именовано је 12 посматрача у Европски парламент.
На првим европарламентарним изборима у Хрватској у 2013. години биће изабрано 12 посланика који ће се прикључити мандату Парламента од 2009–2014 након што Хрватска постане чланица Европске уније 1. јула 2013. године.

## Посматрачи (2012—2013)
| Име и презиме              | Странка   | Политички савез у Европском парламенту          | Одбор у Европском парламенту                                               |
| -------------------------- | --------- | ----------------------------------------------- | -------------------------------------------------------------------------- |
| Ингрид Античевић Мариновић | СДП       | Прогресистичка алијанса социјалиста и демократа | Одбор за грађанске слободе, правосуђе и унутрашње послове (ЛИБЕ)           |
| Биљана Борзан              | СДП       | Прогресистичка алијанса социјалиста и демократа | Одбор за саобраћај и туризам (ТРАН)                                        |
| Давор Божиновић            | ХДЗ       | Група Европске народне партије (ЕПП)            | Одбор за спољне послове (АФЕТ)                                             |
| Боро Грубишић              | ХДССБ     | Независни                                       | Одбор за пољопривреду и рурални развој (АГРИ)                              |
| Романа Јерковић            | СДП       | Прогресистичка алијанса социјалиста и демократа | Одбор за заштиту животне средине, јавно здравство и сигурност хране (ЕНВИ) |
| Франо Матушић              | ХДЗ       | Група Европске народне партије (ЕПП)            | Одбор за образовање и културу (ЦУЛТ)                                       |
| Тонино Пицула              | СДП       | Прогресистичка алијанса социјалиста и демократа | Одбор за спољне послове (АФЕТ)                                             |
| Андреј Пленковић           | ХДЗ       | Група Европске народне партије (ЕПП)            | Одбор за буџет (Будге)                                                     |
| Милорад Пуповац            | СДСС      | Прогресистичка алијанса социјалиста и демократа | Одбор за буџет (Будге)                                                     |
| Јозо Радош                 | ХНС       | Савез либерала и демократа за Европу (АЛДЕ)     | Одбор за спољне послове (АФЕТ)                                             |
| Тања Врбат                 | СДП       | Прогресистичка алијанса социјалиста и демократа | Одбор за уставна питања (АФЦО)                                             |
| Никола Вуљанић             | Лабуристи | Прогресистичка алијанса социјалиста и демократа | Одбор за образовање и културу (ЦУЛТ)                                       |